# Honda Multi Action System
HMAS staat voor: Honda Multi Action System.
Dit is een verbeterde voorvork van Honda motorfietsen, onder andere toegepast op de VTR 1000 F Firestorm, CB 1100 SF X Eleven en de CBR 600 RR.